# Polikarpow R-5
Die Polikarpow R-5 (russisch Поликарпов Р-5) war ein sowjetischer Doppeldecker. In seiner Eigenschaft als Mehrzweckflugzeug war er mit fast 7000 gebauten Exemplaren in den 1930er Jahren neben der Po-2 einer der am weitest verbreiteten Typen in der UdSSR.

## Geschichte
Nikolai Polikarpow begann um 1925 mit den Entwicklungsarbeiten. Die Flugerprobung mit einem Motor BMW VI begann im Herbst 1928 und wurde Anfang 1929 abgeschlossen. Im Jahr 1931 begann die Serienfertigung, zunächst mit einem M-17b-Triebwerk, der Lizenz des BMW VI. Ab 1934 wurde der stärkere M-17F als Antrieb verwendet, ab 1935 der M-34N. Diese Ausführung hieß R-Z. Die R-5 war ein robustes und zuverlässiges Flugzeug, das bewies sie zum Beispiel bei der Versorgung und Evakuierung der im arktischen Eis eingeschlossenen Besatzungsmitglieder der Cheliuskin im März 1934. Mit einer speziellen R-Z-Version wurde am 8. Mai 1937 durch W. W. Schewtschenko mit 11.100 Metern ein Höhenrekord aufgestellt. Die Produktion wurde 1937 eingestellt.
Die R-5 wurde in allen Konflikten und Kriegen eingesetzt, in die die Sowjetunion in jener Zeit verwickelt war, so im Spanischen Bürgerkrieg, im Grenzkonflikt zwischen der Sowjetunion und Japan und im sowjetisch-finnischen Winterkrieg. Zu einem massenhaften Einsatz von R-5 bzw. R-Z kam es während der Besetzung Ostpolens im September 1939. Bis zu 2000 Stück sollen als leichte Bomben- und Schlachtflugzeuge gegen polnische Truppen und Infrastruktur verwendet worden sein. Für diese Rolle erwies sich das Muster jedoch als völlig ungeeignet und veraltet, so dass es schließlich im Großen Vaterländischen Krieg bis 1944 zumeist nur noch als Sanitäts- und Verbindungsflugzeug diente.

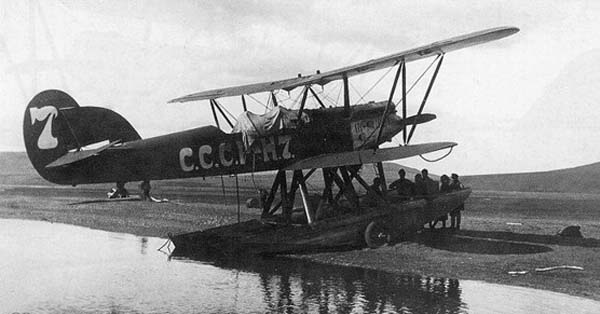
Schwimmerversion MR-5

Weitere Aufgabenbereiche waren die Aufklärung (die Bezeichnung „R“ steht für Raswedtschik = Aufklärer), als Frontbomben- und Erdkampfflugzeug, als Schleppflugzeug für Lastensegler oder als Torpedobomber.
Die Aeroflot setzte die R-5 unter verschiedenen Bezeichnungen als Passagier- und Frachtflugzeug ein. Diese Versionen waren mit geschlossenen Kabinen ausgestattet und konnten bis zu vier Passagiere befördern. Eine Ausführung mit Schwimmern (MR-5) existierte ebenfalls.

## Technische Beschreibung
Die R-5 war ein verspannter Anderthalbdecker in Ganzholzbauweise und in den meisten Fällen mit einer Doppelsteuerung ausgerüstet. Die beiden Tragflächen waren stoffbespannt und untereinander durch N-Stiele, mit dem Rumpf durch I-Stiele verbunden. Das Leitwerk war ebenfalls verspannt. Das Heckradfahrwerk war starr und verfügte über einen Schleifsporn.

## Versionen
| Bezeichnung             | Merkmale |
| ----------------------- | --- |
| R-5Sch                  | Schlachtflugzeugversion von 1931 mit zwei zusätzlichen PW-1 im Unterflügel, ab 1933 wurden bis zu acht SchKAS-MG eingebaut. Es konnten zusätzlich 240–500 Kilogramm Bombenlast mitgeführt werden. Einsatz im Spanischen Bürgerkrieg sowie im sowjetisch-japanischen Grenzkonflikt. |
| R-5T                    | Einsitziges Torpedoflugzeug von 1933 mit veränderten Fahrwerk ohne durchgängige Achse. 1935 wurden 50 Stück gebaut und bei den Marinefliegern im Fernen Osten eingesetzt. |
| R-5a (MR-5)             | Schwimmerversion mit vergrößertem Seitenleitwerk. Ab April 1931 erprobt und in geringer Stückzahl gebaut. |
| R-5L/P-5L               | Reiseflugzeug für drei Passagiere von 1931. Es verfügte über eine geschlossene Kabine und eine eingebaute Treppe. Es existierte nur als Versuchsmuster. 1933 erschien die P-5L ohne Treppe. Sie ging in Produktion und war das erste sowjetische Serien-Kabinenflugzeug. Eine weitere Version R-5L mit auf 2100 Kilometer vergrößerte Reichweite erschien 1935. |
| R-5SSS/ P-5SSS          | Leichter Bomber und Schlachtflugzeug von 1934 mit verkleideten Haupträdern und zwei zusätzlichen SchKAS-MG. Bis 1935 wurden circa 100 Stück gebaut. Die zivile Passagierversion hieß P-5SSS. |
| R-Z                     | Etwas kleiner gehaltene Weiterentwicklung von 1935 mit stärkerem Mikulin AM-34N Motor und verkleideten Kabinen. Einige R-Z erhielten 1936 vier Maschinengewehre PW-1 und dienten als Schlachtflugzeuge. |
| P-Z/P-ZT                | Aus der R-Z abgeleitete Ausführungen von 1936 bzw. 1937 als Passagier- und Postflugzeuge. Die P-ZT (auch PT-AM-34NB) konnte zusätzlich Frachtbehälter unter den Flügeln mitführen, ging aber nicht in Serie. Von der P-Z wurden 100 Stück gebaut. |
| PR-5/PR-5bis            | Von Aram Rafaeljanz entwickelte Transportausführungen mit geschlossenem Cockpit und Passagierkabine für vier Personen. Der Erstflug der PR-5 wurde am 18. November 1934 von Julian Piontkowski durchgeführt. Die Ausführung PR-5bis besaß eine etwas größere Spannweite und konnte durch leichte Veränderung des Schwerpunktes 50 Kilogramm mehr befördern. Beide Typen wurden von der Aeroflot insbesondere in den Gebirgsregionen der UdSSR eingesetzt. Gebaut wurden 200 Stück, die ab Juni 1936 ausgeliefert wurden. |
| PR-12                   | Ebenfalls von Rafaeljanz zum Eindecker umgebautes PR-5 Versuchsmuster von 1936. |
| ARK-5                   | Zwei ab 1935 auf Vorschlag M. W. Wodopjanows nach Plänen D. S. Markows für Arktiseinsätze umgebaute Serienmaschinen mit geheizten Cockpits und Vorratsbehältern an den Tragflächen und Rumpfseiten. Sie erhielten die Kennzeichen N–127 und N–128. |
| ED-1                    | Versuchsausführung von 1935 mit dem deutschen Dieselmotor Jumo 4 (600 PS), Vierblatt-Luftschraube und vergrößerter Beobachterkabine für zwei Personen. Ein Exemplar wurde solchermaßen umgebaut und bei über 200 Flügen erprobt. |
| P-5/P-5a                | Durch Umbau aus alten Militärmaschinen entstandene Zivilvariante von 1933 für zwei Passagiere, die bei der Aeroflot oder für die Versorgung der arktischen Basislager Verwendung fanden. Maschinen dieses Typs wurden zur Cheliuskin-Rettung eingesetzt. Die mit Schwimmern ausgerüstete Variante erschien 1935 und trug die Bezeichnung P-5a. |
| G-61                    | Eine von Pawel Grochowski umgebaute Luftlandevariante. Unter den Flügeln waren Behälter befestigt, in denen sieben Fallschirmjäger Platz fanden. |
| „Potschtowy“ (Почтовый) | Postflugzeug mit zusätzlichen Frachtbehältern auf den unteren Flügeln. 1935 wurde ein Exemplar erprobt. |

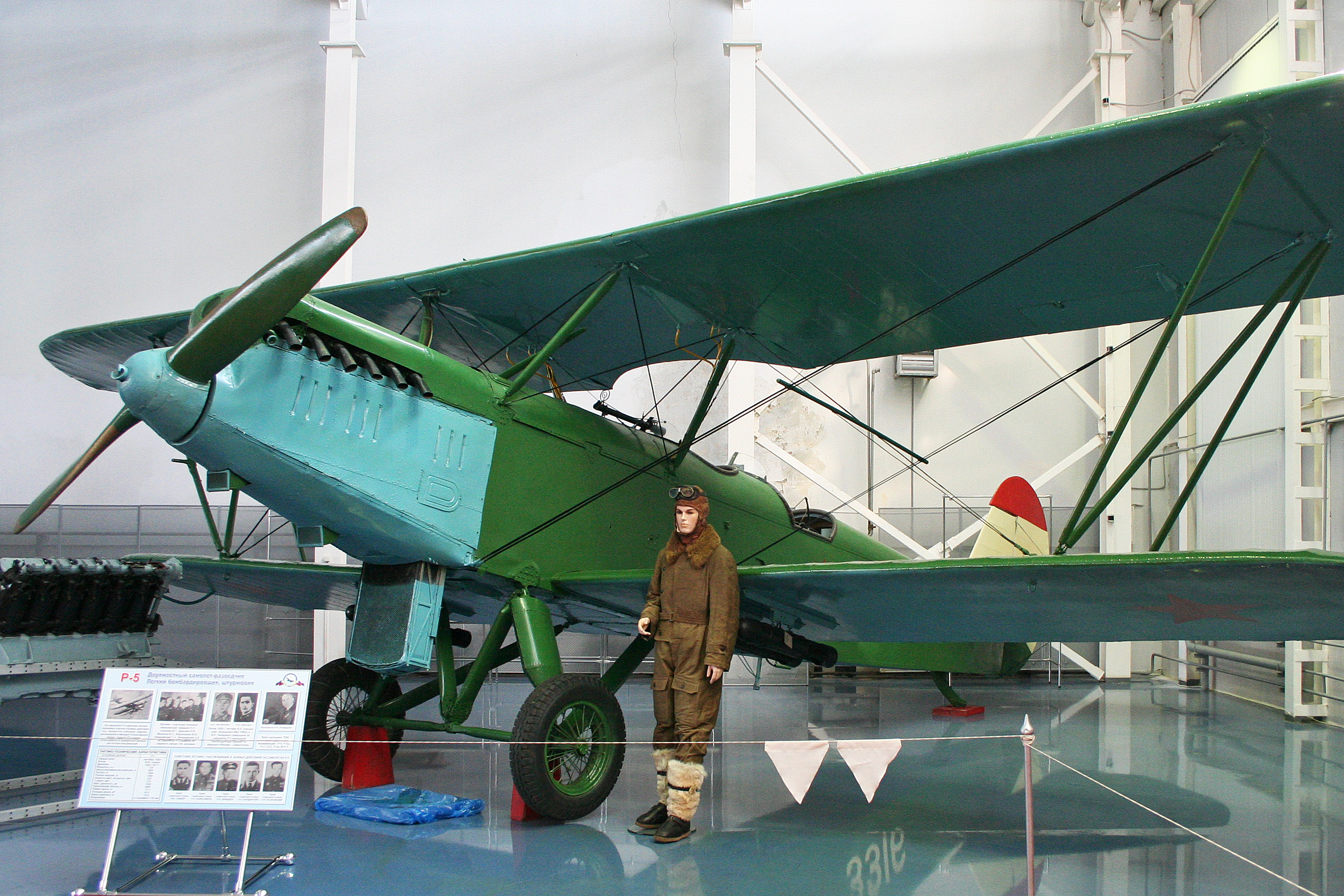
R-5 im Museum Monino

Weiterhin existierten zahlreiche Versuchsauführungen, die Einzelexemplare blieben und keine eigenen Bezeichnungen zugewiesen bekamen:
- Im Jahr 1931 wurde eine R-5 zur Langstreckenversion mit zusätzlichen Kraftstoffbehältern unter den Flügeln und an den Rumpfseiten umgerüstet.
- Im Jahr 1932 erhielt ein Flugzeug Spaltflügel, die die Landegeschwindigkeit von 95 auf 70 km/h herabsetzten. Für die Aufklärungs-R-5 wurde diese Neuerung übernommen.
- Eine R-5 wurde zur Erforschung des Trudelns eingesetzt. Sie stürzte im September 1932 ab.
- Im Jahr 1935 war eine Variante mit Einziehfahrwerk geplant, die von Markow und Skabrow entwickelt wurde. Sie existierte nur als Attrappe.
- Im Jahr 1935 wurden zwei R-5 mit verschiedenen V-Leitwerken versehen und erprobt.
- Ende der 1930er Jahre wurde eine R-5 mit einem von N.A.Tschetschubalin entwickelten Raupenfahrwerk für schwieriges Terrain getestet. Aufgrund des hohen Luftwiderstandes gab man diese Versuche jedoch auf.

Auf Grundlage der R-5 wurden von Dmitri Grigorowitsch die Schlachtflugzeuge LSch, TSch-1, TSch-2 und SchON sowie von Sergei Kotscherigin der Aufklärer LR entwickelt.

## Technische Daten
| Kenngröße             | R-5 (1. Serie) | PR-5 (Passagierflugzeug)                        |
| --------------------- | --- | ----------------------------------------------- |
| Konstrukteur(e)       | Nikolai Polikarpow | Nikolai Polikarpow                              |
| Baujahr(e)            | 1931–1934 | 1936                                            |
| Besatzung             | 2 (Pilot/Beobachter) | 1 Pilot, 4 Passagiere                           |
| Spannweite            | oben 15,50 m, unten 12,00 m | oben 15,50 m, unten 12,00 m                     |
| Länge                 | 10,56 m | 10,56 m                                         |
| Höhe                  | 3,60 m | 3,60 m                                          |
| Flügelfläche          | 50,2 m² | 50,2 m²                                         |
| Antrieb               | ein wassergekühlter Reihenmotor (Lizenz BMW VI) | ein wassergekühlter Reihenmotor (Lizenz BMW VI) |
| Typ                   | M-17b | M-17F                                           |
| Leistung              | 500 kW (680 PS) | 526 kW (715 PS)                                 |
| Höchstgeschwindigkeit | 210 km/h in Bodennähe 228 km/h in 3000 m Höhe | 233 km/h in Bodennähe 216 km/h in 3000 m Höhe   |
| Steigzeit             | 2,1 min auf 1000 m Höhe 17 min auf 5000 m Höhe |                                                 |
| Dienstgipfelhöhe      | 6400 m | 6350 m                                          |
| Reichweite            | maximal 800 km | maximal 1350 km                                 |
| Leermasse             | 2152 kg |                                                 |
| Startmasse            | normal 2955 kg maximal 3247 kg | maximal 3242 kg                                 |
| Bewaffnung            | ein starres 7,62-mm-MG PW-1 über dem Motor ein bis zwei bewegliche 7,62-mm-MG DA auf Lafette im Beobachterstand 256–500 kg Bomben an Außenstationen unter den Flügeln | unbewaffnet                                     |

## Galerie

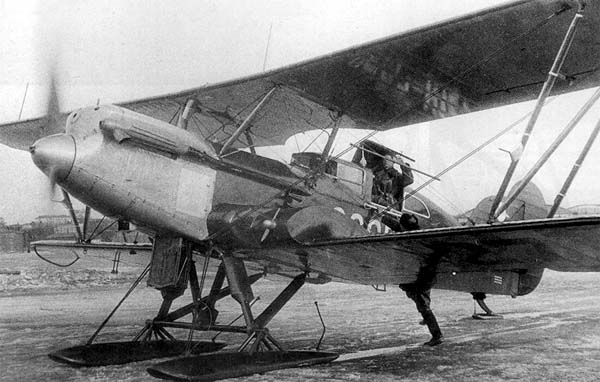
ARK-5 für polare Regionen
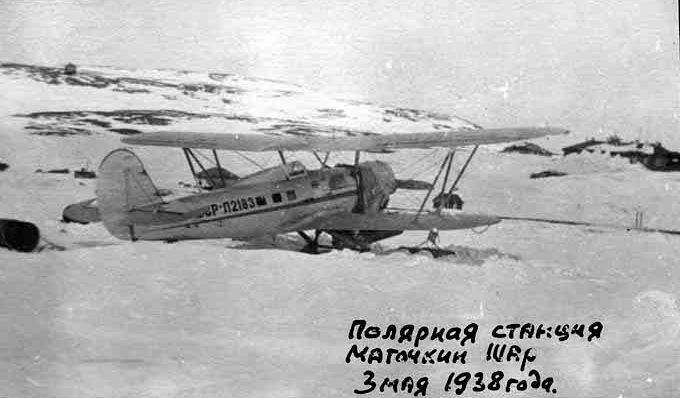
Passagierversion PR-5 im Arktiseinsatz
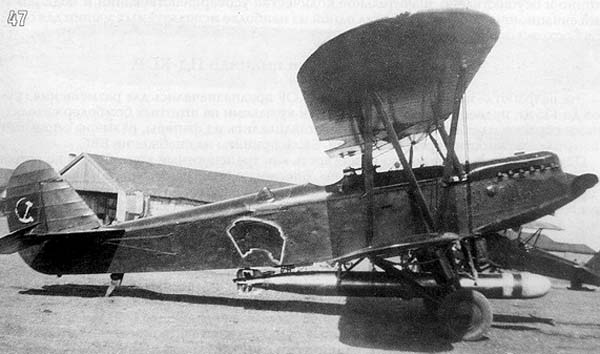
Torpedobomber R-5T
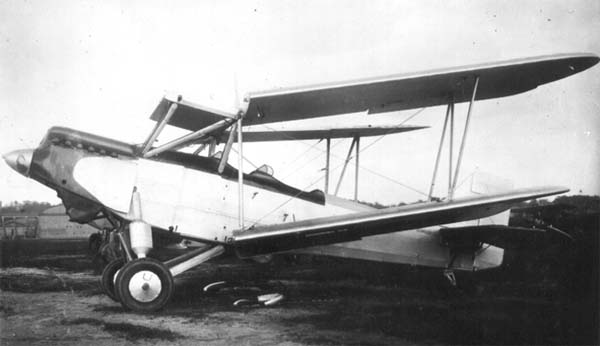
Leichtes Schlachtflugzeug SchON